# Стивенс (округ, Миннесота)
Сти́венс (англ. Stevens County) — округ в штате Миннесота, США. Административный центр и крупнейший город — Моррис. По переписи 2000 года в округе проживают 10 053 человека. Площадь — 1490 км², из которых 1455,9 км² — суша, а 34,1 км² — вода. Плотность населения составляет 7 чел./км².

## История
Округ был основан в 1862 году.